# Samir Handanović
Samir Handanovič, slovenski nogometaš, * 14. julij 1984, Ljubljana.
Handanović je slovenski nogometni vratar, dolgoletni član slovenske reprezentance in milanskega Interja.

## Klubska kariera
Kariero je pričel pri Slovanu, nato pa je prestopil v Domžale. Poleti 2004 je odšel v tujino k Udineseju, kjer je bil rezervni vratar. Za sezono 2005/2006 je bil sprva posojen k Trevisu, v drugem delu sezone pa k rimskem Laziu. V sezoni 2006/2007 je bil s strani kluba Udinese Calcio posojen v Rimini, kjer je imel status prvega vratarja. Od sezone 2007 naprej je bil stalni član Udineseja in prvi vratar tega kluba. Julija 2012 je za odškodnino 11 milijonov evrov prestopil v Inter, s katerim je podpisal štiriletno pogodbo.
Samir Handanović velja za enega najboljših specialistov za branjenje enajstmetrovk, saj drži rekord v številu ubranjenih enajstmetrovk v eni sezoni v Serie A. Do absolutnega rekorda mu manjka še 5 ubranjenih enajstmetrovk.

## Reprezentančna kariera
Med leti 2004 do 2015 je branil barve slovenske nogometne reprezentance.

## Zasebno življenje
Tudi njegov bratranec Jasmin je nogometni prvoligaš, ki nastopa za slovenskega prvoligaša NK Maribor. Februarja 2011 je Samir prvič postal oče, rodil se mu je sin.